# Litsea johorensis
Litsea johorensis är en lagerväxtart som beskrevs av James Sykes Gamble. Litsea johorensis ingår i släktet Litsea och familjen lagerväxter. Inga underarter finns listade i Catalogue of Life.